# Шкарин, Вячеслав Васильевич
Вячеслав Васильевич Шкарин (род. 9 декабря 1936 г., Горьковская область) — советский и российский медик, эпидемиолог. Членкор РАН (2014, РАМН с 2000), доктор медицинских наук (1975), профессор (1991).
Президент Нижегородской государственной медицинской академии (НижГМА) с 2007 года, до того её ректор с 1987 года, также заведующий кафедрой эпидемиологии (1988).
Трижды лауреат премии Нижнего Новгорода (1991, 2007, 2008).
Заслуженный врач РСФСР (1978), Заслуженный деятель науки РФ (2006).

## Биография
В 1960 году, окончив Горьковский медицинский институт, был направлен на работу в Тульскую область.
С 1964 по 1967 г. аспирант Всесоюзного Научно-исследовательского института организации здравоохранения в Москве и в 1968 году защитил кандидатскую диссертацию в Центральном Ордена Ленина институте гематологии и переливания крови. В 1975 году защитил докторскую диссертацию «Вопросы эпидемиологии токсоплазмоза» в Первом Московском медицинском институте имени И. М. Сеченова.
В 1973—1983 гг. дважды пребывал в командировке в Алжирской народно-демократической республике (АНДР) — в ранге советника её министра здравоохранения и руководителя контракта советских врачей-эпидемиологов и микробиологов.
С 1985 по 1987 год профессор кафедры медицинской подготовки Тульского педагогического института.
В 1987 году был избран на альтернативной основе ректором — впервые среди медицинских вузов страны — Горьковского медицинского института, впоследствии — Нижегородской государственной медицинской академии, и занимал эту должность на протяжении 20 лет.
Ныне также председатель докторского диссертационного совета при НижГМА.
Под его началом подготовлено 23 кандидатских и докторских диссертации.
В 2000—2006 гг. представитель Министерства здравоохранения РФ в Приволжском федеральном округе.
Действительный член Польской академии медицины и Всемирной академии медицины Альберта Швейцера (обеих — с 2001 года), член президиума последней с 2003 года.
Главный редактор журнала «Медицинский альманах», член редколлегии журнала «Эпидемиология и инфекционные болезни», член редакционного совета «Журнала микробиологии, эпидемиологии и иммунобиологии». До 2008 г. являлся главным редактором «Нижегородского медицинского журнала».
Зам. председателя совета ректоров вузов Нижегородской области, зам. председателя Проблемной комиссии по эпидемиологии при МЗ РФ, член координационного совета по патриотическому воспитанию граждан в Нижегородской области.
Являлся зам. председателя Правления Всероссийского научного общества эпидемиологов, микробиологов и паразитологов.
Награжден Орденом Почета (1996) и медалью "За заслуги перед отечественным здравоохранением (2016), Отличник здравоохранения (1976).
В 1999 году Президиум РАЕН отметил его серебряной медалью им. И. П. Павлова «За развитие медицины и здравоохранения».
Почётный гражданин Нижегородской области (2006).
Автор 260 научных работ, в том числе 7 монографий («Инфекции. История трагедий и побед», 2014, и др.), 1 учебника, 2 руководств, 6 патентов на изобретения.